# Ptilinopus cinctus
Ptilinopus cinctus é uma espécie de ave pertencente à família dos columbídeos. Ocorre em Bali e nas Pequenas Ilhas da Sonda.
Seu nome popular em língua inglesa é Banded fruit dove.